# 곽윤섭
곽윤섭(1933년 9월 25일 ~ 2016년 1월 16일)은 대한민국의 정치인이다. 제36대 부산 동구청장을 역임했다.

## 역대 선거 결과
|  | 62.32% |

|  | 42.65% |